# 聖布拉斯德洛斯塞西斯

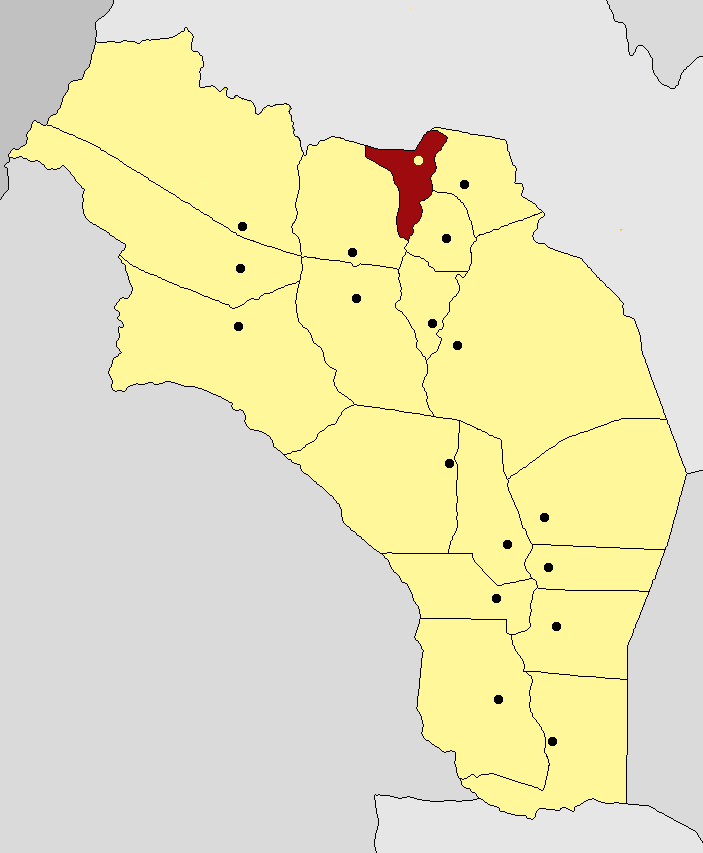
圣布拉斯德洛斯塞西斯的位置（红色标记）

聖布拉斯德洛斯塞西斯（西班牙語：San Blas de los Sauces），是阿根廷的城鎮，位於該國西北部拉里奧哈省，是聖布拉斯德洛斯塞西斯縣的首府，海拔高度1,037米，該地區的地震活動頻繁和低強度，2010年人口3,918。